# Cullen Jones
Cullen Jones (The Bronx (New York), 29 februari 1984) is een Amerikaanse voormalig zwemmer die gespecialiseerd was in de 50 en 100 meter vrije slag. Hij maakte deel uit van de Amerikaanse estafetteploeg die bij de Olympische Zomerspelen 2008 het goud veroverde op de 4x100 meter vrije slag, op deze afstand is hij medehouder van het wereldrecord. In 2012 maakte Jones bij de Olympische Zomerspelen 2012 wederom deel uit van het 4x100m vrije slag-team, dat de zilveren medaille veroverde. Ook op de 50 meter vrije slag zwom Jones naar een zilveren medaille.

## Carrière
Bij zijn internationale debuut, op de wereldkampioenschappen kortebaanzwemmen 2006 in Shanghai, veroverde Jones de zilveren medaille op de 50 meter vrije slag. Op de 4x100 meter vrije slag vormde hij samen met Matt Grevers, Randall Bal en Jason Lezak een team in de series, in de finale sleepten Grevers en Lezak samen met Nicholas Brunelli en Ryan Lochte de bronzen medaille in de wacht. Voor zijn inspanningen in de series werd Jones beloond met de bronzen medaille. Op de Pan Pacific kampioenschappen zwemmen 2006 in Victoria legde de Amerikaan beslag op de gouden medaille op de 50 meter vrije slag. Samen met Michael Phelps, Neil Walker en Jason Lezak veroverde hij de gouden medaille op de 4x100 meter vrije slag, het kwartet verbeterde tevens het wereldrecord.
In Melbourne nam Jones deel aan de wereldkampioenschappen zwemmen 2007, op dit toernooi sleepte hij de zilveren medaille in de wacht op de 50 meter vrije slag. Op de 4x100 meter vrije slag legde hij samen met Michael Phelps, Neil Walker en Jason Lezak beslag op de wereldtitel. Tijdens de Olympische Zomerspelen van 2008 in Peking veroverde de Amerikaan samen met Michael Phelps, Garrett Weber-Gale en Jason Lezak de gouden medaille op de 4x100 meter vrije slag, het viertal verbeterde eveneens het wereld- en olympisch record.
Op de wereldkampioenschappen zwemmen 2009 in Rome eindigde Jones als vijfde op de 50 meter vrije slag. Samen met Garrett Weber-Gale, Matt Grevers en Ricky Berens zwom hij in de series van de 4x100 meter vrije slag, in de finale sleepte Grevers samen met Michael Phelps, Ryan Lochte en Nathan Adrian de wereldtitel in de wacht. Voor zijn aandeel in de series ontving Jones eveneens de gouden medaille.
In Irvine nam de Amerikaan deel aan de Pan Pacific kampioenschappen zwemmen 2010, op dit toernooi eindigde hij als vijfde op de 50 meter vlinderslag en als zesde op de 50 meter vrije slag.
Tijdens de wereldkampioenschappen zwemmen 2011 in Shanghai strandde Jones in de series van zowel de 50 meter vrije slag als de 50 meter vlinderslag.
In 2012 veroverde Jones samen met Michael Phelps, Nathan Adrian en Ryan Lochte de zilveren medaille bij het estafetteonderdeel 4x100 meter vrije slag. In de laatste 50m werd de leidende positie verloren aan het Franse team die de gouden medaille wonnen. Op de 50 meter vrije slag zwom Jones ook naar de zilveren medaille, achter de Fransman Florent Manaudou, op de 100 meter vrije slag werd hij uitgeschakeld in de halve finale. Op de 4x100 meter wisselslag zwom hij samen met Nick Thoman, Eric Shanteau en Tyler McGill in de series, in de finale veroverden Matt Grevers, Brendan Hansen, Michael Phelps en Nathan Adrian de gouden medaille. Voor zijn aandeel in de series ontving Jones eveneens de gouden medaille.

## Internationale toernooien
| Jaar | Olympische Spelen                                                                                         | WK langebaan                                                       | WK kortebaan                                                    | PanPacs                                                  | Pan-Ams                                                     |
| ---- | --- | ------------------------------------------------------------------ | --------------------------------------------------------------- | -------------------------------------------------------- | ----------------------------------------------------------- |
| 2006 | |                                                                    | 50m vrije slag · 4x100m vrije slag · Jones zwom enkel de series | 50m vrije slag · 4x100m vrije slag                       |                                                             |
| 2007 | | 50m vrije slag · 4x100m vrije slag                                 |                                                                 |                                                          | geen deelname                                               |
| 2008 | 4x100m vrije slag                                                                                         |                                                                    | geen deelname                                                   |                                                          |                                                             |
| 2009 | | 5e 50m vrije slag · 4x100m vrije slag · Jones zwom enkel de series |                                                                 |                                                          |                                                             |
| 2010 | |                                                                    | geen deelname                                                   | 6e 50m vrije slag 24e 100m vrije slag 5e 50m vlinderslag |                                                             |
| 2011 | | 20e 50m vrije slag 23e 50m vlinderslag                             |                                                                 |                                                          | geen deelname                                               |
| 2012 | 50m vrije slag · 14e 100m vrije slag · 4x100m vrije slag · 4x100m wisselslag · Jones zwom enkel de series |                                                                    | geen deelname                                                   |                                                          |                                                             |
| 2013 | | geen deelname                                                      |                                                                 |                                                          |                                                             |
| 2014 | |                                                                    | geen deelname                                                   | 10e 50m vrije slag 33e 100m vrije slag                   |                                                             |
| 2015 | | geen deelname                                                      |                                                                 |                                                          | 5e 50m vrije slag · 11e 100m vrije slag · 4x100m vrije slag |
| 2016 | geen deelname                                                                                             |                                                                    | geen deelname                                                   |                                                          |                                                             |
| 2017 | | geen deelname                                                      |                                                                 |                                                          |                                                             |
| 2018 | |                                                                    | geen deelname                                                   | geen deelname                                            |                                                             |

## Persoonlijke records

### Kortebaan
| Afstand         | Tijd  | Datum            | Plaats  |
| --------------- | ----- | ---------------- | ------- |
| 050m vrije slag | 21,27 | 21 december 2013 | Glasgow |
| 100m vrije slag | 47,44 | 20 december 2013 | Glasgow |

### Langebaan
| Afstand         | Tijd  | Datum        | Plaats       |
| --------------- | ----- | ------------ | ------------ |
| 050m vrije slag | 21,40 | 31 juli 2009 | Rome         |
| 100m vrije slag | 48,31 | 10 juli 2009 | Indianapolis |

## Wereldrecords

### Langebaan
| Afstand                                                         | Tijd    | Datum            | Plaats |
| --------------------------------------------------------------- | ------- | ---------------- | ------ |
| 4x100m vrije slag estafette met M.Phelps, G.Weber-Gale, J.Lezak | 3.08,24 | 11 augustus 2008 | Peking |